# Giuseppe Bibiena
Pour les articles homonymes, voir Famille Galli da Bibiena.
Giuseppe Galli Bibiena (Parme, 5 janvier 1696 - Berlin, 12 mars 1757) est un décorateur de théâtre, dessinateur, peintre, architecte.

## Biographie
Giuseppe Bibiena est issu d'une grande famille d'architectes baroques : son père Ferdinando, son oncle Francesco, ses frères Antonio et Alessandro et son fils Carlo ont travaillé en Allemagne, en Autriche et en Italie.
Il est connu pour ses décors lors de cérémonies funèbres ou de mariages, pour ses machineries de théâtres et ses scénographies. Il a également construit des théâtres et décoré des châteaux.
Après le décès de Charles VI, il est nommé à Bologne directeur de l'Académie d'architecture (Accademia Clementina). Il travaillait en même temps à Vienne comme ingénieur de théâtre et architecte de cour.
En 1719, il épouse Eleonore Kinski à Vienne dont il a sept enfants, dont son fils Carlo qui fut son collaborateur.
À partir de 1753, il est engagé par Frédéric II. C'est à Berlin qu'il finit sa vie comme architecte de cour.

## Œuvres
- Scénographie de l'opéra Angelica vincitrice di Alcina de Pietro Pariatis, composé pour la naissance de l'archiduc Léopold
- En 1723, production de Costanza e fortezza dans un théâtre de plein air construit par lui, avec une scène de 65 mètres de profondeur dans le parc du Hradschin à Prague, à l'occasion de la célébration de couronnement de Charles VI comme roi de Bohême
- En 1732, à Linz, scénographie pour la représentation de L'asilo d'amore
- En 1737-1738 il transforme la maison d'opéra du Zwinger de Dresde et augmente la profondeur de scène
- En 1740, pour la cathédrale de Gurk (Autriche), il dessine la chaire de vérité, en collaboration avec son frère Antonio
- De 1745 à 1748, sur ordre de la margravine Wilhelmine, il a décore la maison d'opéra nouvellement construite à Bayreuth